# Екструдиране
Екструдирането е процес, който се използва за производство на предмети с постоянно по дължината си сечение. Материалът се изтласква или издърпва през дюза (матрица) с желаното сечение. Двете основни предимства на този процес пред останалите са, че има възможност за създаване на предмети с много разнообразни напречни сечения и за производство на крехки материали, тъй като постъпващият материал изпитва само налягане при достигане на дюзата (матрицата) и напрежения на срязване при преминаването през същата. Използва се също за изработка на готови части с повърхнини, които не се нуждаят от допълнителна обработка, тъй като процесът ги обезпечава.
Екструдирането бива непрекъснато (теоретично произвежданият профил може да бъде безкрайно дълъг) или полунепрекъснато (произвеждат се много части). Процесът може да бъде изпълнен с горещ или студен материал.
Обикновено екструдираните материали включват метали, полимери, керамика и хранителни продукти.